# Richard Coenegrachts
Richard Coenegrachts (Wintershoven, 22 januari 1922 – Heverlee, 6 september 2013) was een Belgisch politicus.
Hij was van 1958 tot 1976 burgemeester van Wintershoven, de laatste in de toen nog zelfstandige Limburgse gemeente. Na de fusie met Kortessem was hij van 1983 tot 1986 schepen voor de partij Gemeentebelangen. Hij kreeg tevens de titel van ere-burgemeester.
Coenegrachts was ook beheerder van het vroegere recreatieoord Molenstrand aan de watermolen in Wintershoven. Zijn vader Jan (Jean Baptiste Coenegrachts 1873-1925) was molenaar in Wintershoven.